# 伊藤豊 (財務・金融官僚)
伊藤豊（いとう ゆたか、1963年11月1日 - ）は、日本の財務・金融官僚。

## 来歴
埼玉県出身。埼玉県立春日部高等学校卒業後は2浪し、東京大学文科一類に入学。東京大学法学部在学中の1988年9月に国家公務員一種試験（法律）に合格。東京大学法学部卒業。1989年 大蔵省に入省。大臣官房文書課に配属。1991年6月 コーネル大学の行政学修士課程へ留学。帰国後は証券局証券市場課企画係長。バブル崩壊初期の証券市場をいかに建て直すかという大きな課題に当っていた。1995年7月 東京国税局雪谷税務署長。2015年7月8日 財務省大臣官房秘書課長。4年の在籍は記録といわれる。2019年7月6日 金融庁総合政策局審議官（監督局担当）。2021年7月8日 金融庁総合政策局総括審議官兼金融庁総合政策局公文書監理官。2022年6月24日 金融庁監督局長。2025年7月1日、金融庁長官。

## 略歴
- 1989年4月：大蔵省に入省。大臣官房文書課に配属[2]。
- 1991年6月：大臣官房付（コーネル大学留学）。
- 1993年7月：証券局証券市場課企画係長。
- 1995年7月：東京国税局雪谷税務署長。
- 1996年7月：銀行局銀行課長補佐（長銀・信託）[5]。
- 1998年7月：主税局調査課長補佐。
- 1998年8月：金融監督庁監督部監督総括課長補佐。
- 1999年7月：金融監督庁検査部検査総括課金融証券検査官 兼 金融監督庁監督部銀行監督第一課長補佐 兼 金融監督庁監督部銀行監督第二課長補佐。
- 2000年1月：金融監督庁監督部銀行監督第一課長補佐 兼 金融監督庁監督部銀行監督第二課長補佐。
- 2000年7月1日：金融庁監督部銀行第一課長補佐。
- 2000年7月：主計局調査課長補佐。
- 2001年1月6日：財務省主計局調査課長補佐。
- 2002年7月：主計局主計官補佐（経済産業第一、二係主査）。
- 2003年1月：内閣府産業再生機構（仮称）設立準備室参事官補佐。
- 2003年5月：株式会社産業再生機構企画調整室上席審議役。
- 2005年7月：大臣官房総合政策課長補佐。
- 2005年8月：大臣官房総合政策課長補佐 兼 財務総合政策研究所研究部国際交流室国際交流官。
- 2006年7月：大臣官房企画官 兼 大臣官房文書課 兼 大臣官房政策金融課。
- 2007年7月：大臣官房企画官 兼 大臣官房政策金融課。
- 2007年8月：人事院事務総局人材局交流派遣専門員（株式会社東京証券取引所経営企画部 兼 上場部企画統括役）。
- 2011年7月：主税局税制第三課長。
- 2012年7月：主税局調査課長。
- 2012年8月：兼 内閣官房内閣参事官（内閣官房副長官補付） 兼 内閣官房社会保障改革担当室参事官。
- 2012年12月：主税局税制第三課長。
- 2013年6月28日：主税局税制第二課長。
- 2015年7月8日：大臣官房秘書課長。
- 2017年7月10日：兼 大臣官房地方課長。
- 2019年7月6日：金融庁総合政策局審議官（監督局担当）。
- 2021年7月8日：金融庁総合政策局総括審議官 兼 金融庁総合政策局公文書監理官。
- 2022年6月24日：金融庁監督局長。
- 2025年7月1日：金融庁長官[4]